# فرانك أوستين غوش
فرانك أوستين غوش (بالإنجليزية: Frank Austen Gooch)‏ هو مهندس وكيميائي أمريكي، ولد في 2 مايو 1852 في وترتاون في الولايات المتحدة، وتوفي في 12 أغسطس 1929 في نيو هيفن في الولايات المتحدة.